# Jean-Gustave Courcelle-Seneuil
Jean-Gustave Courcelle-Seneuil, född 22 december 1813, död 29 juni 1892, var en fransk nationalekonom.
Han var 1853-1863 professor i nationalekonomi i Santiago de Chile. Efter återkomsten till Frankrike utövade Courcelle-Seneuil stort inflytande genom sina böcker och sina artiklar framför allt i Journal des Économistes. Han drev en utpräglat liberal-individualistisk åskådning och ansåg, att man noggrant måste skilja mellan en ren ekonomisk teori och tillämpad teori.
Bland hans arbeten märks Traité théorique et pratique de opération de banque (1853) och Traité théorique et pratique d'économie politique (två band, 1858–1859, svensk översättning "Kort framställning av den politiska ekonomin", 1866).